# Thomas Eakins
Thomas Cowperthwait Eakins (n. 25 iulie 1844, Pennsylvania, SUA – d. 25 iunie 1916, Pennsylvania, SUA) a fost un pictor realist american, fotograf, sculptor, pedagog și educator de arte fine.
Eakins este larg recunoscut a fi unul dintre cei mai importanti artisti vizuali din istoria artei americane.
A studiat la Ecole des Beaux-Arts din Paris (1866-1870).

## Biografie

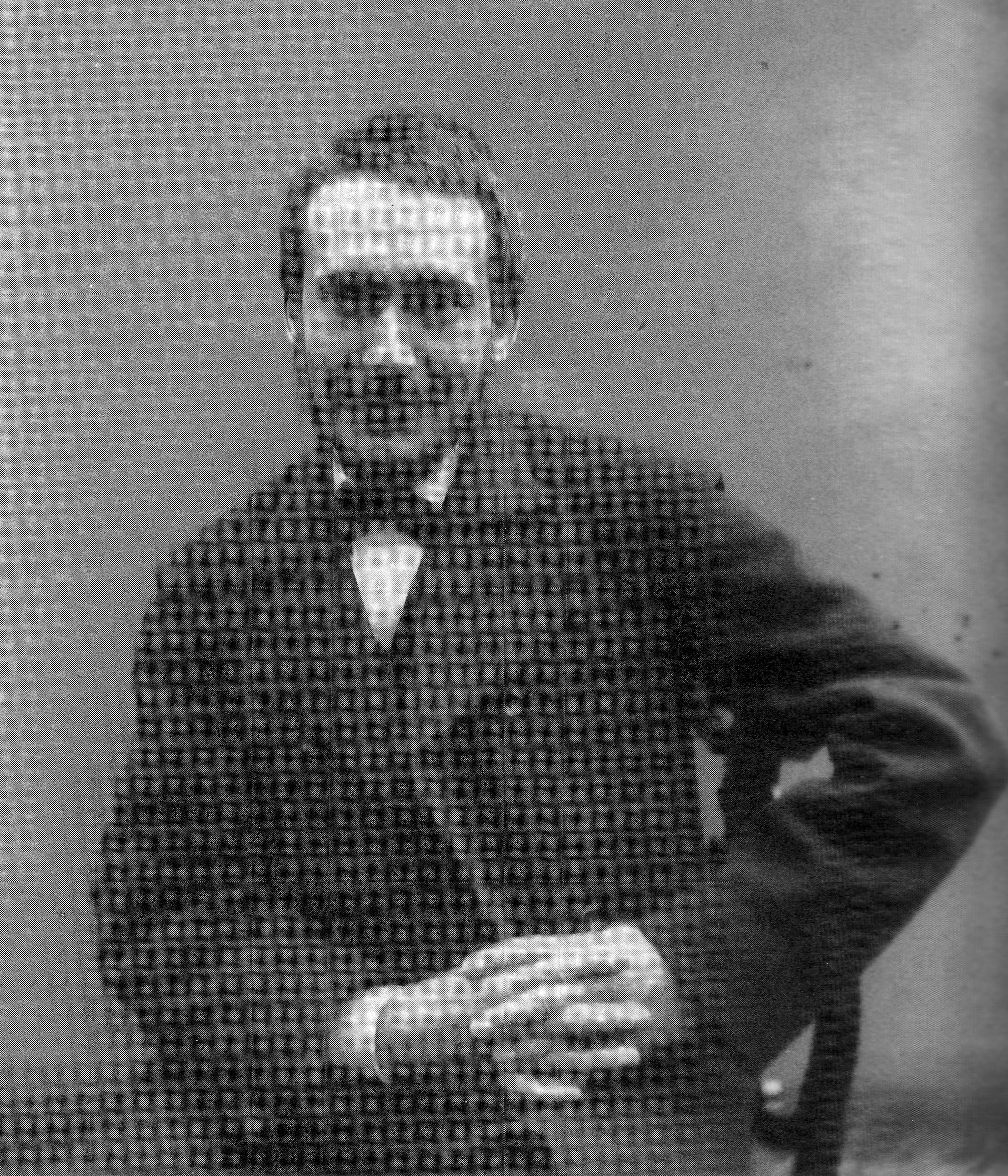
Thomas Eakins, cca. 1882

## Lucrări (lista incompletă)

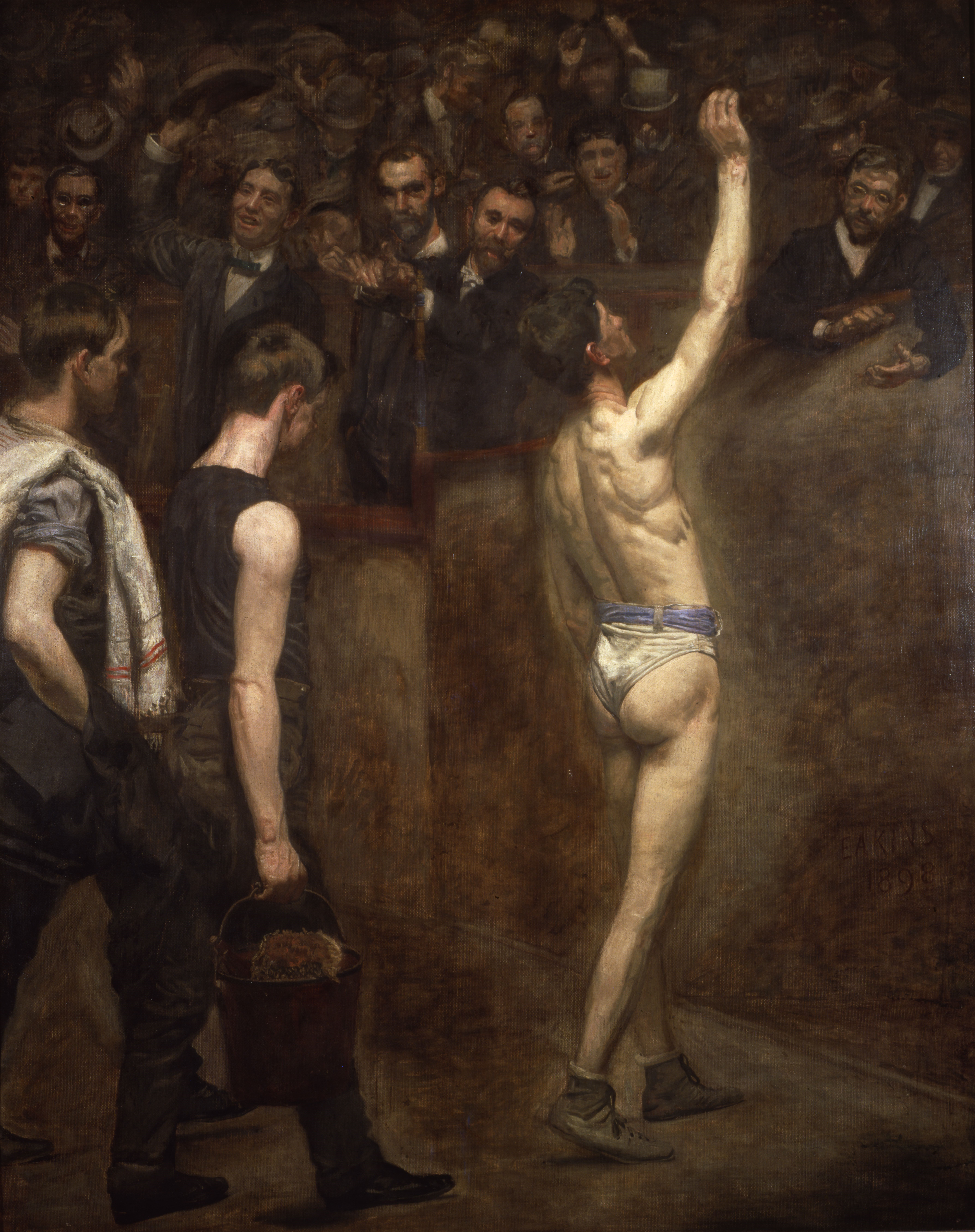
Salutat (1898), de Thomas Eakins

- Max Schmitt in a Single Scull (1871)
- Portrait of Professor Benjamin H. Rand (1874)
- The Gross Clinic (1875)
- The Chess Players (1876)
- William Rush and His Model (1876)
- The Fairman Rogers Four-in-Hand (1880)
- The Swimming Hole (1885)
- The Agnew Clinic (1889)
- Miss Amelia Van Buren (1891)
- The Concert Singer (1892)
- The Pianist (1896)
- Taking the Count (1898)
- Salutat (1898)
- Between Rounds (1899)
- Wrestlers (1899)
- The Thinker: Portrait of Louis N. Kenton (1900)
- Antiquated Music: Portrait of Sarah Sagehorn Frishmuth (1900)
- Portrait of Leslie W. Miller (1901)
- William Rush and His Model (1908)